# 319 f.Kr.

## Händelser

### Efter plats

#### Makedoniska riket
- Den atenske talaren och diplomaten Demades skickas till det makedoniska hovet, men blir där avrättad, antingen av den makedoniske regenten Antipater eller dennes son Kassander, efter att de har fått veta, att Demades har intrigerat med den förre regenten Perdikkas.
- Antipater blir sjuk och dör kort därefter, varvid han överlämnar regeringen över det makedoniska riket till den åldrade Polyperkon och struntar i sin son Kassander, ett drag som ger upphov till mycken förvirring och bittra känslor.
- Polyperkons auktoritet utmanas av Antipaters son Kassander, som vägrar erkänna den nye regenten. Med hjälp av Antigonos, härskaren över Frygien, och stöd från Ptolemaios och Lysimakos, tar Kassander över Makedonien och det mesta av Grekland.
- Eumenes allierar sig med regenten Polyperkon. Han lyckas fly från belägringen av Nora och hans styrkor hotar snart Syrien och Fenicien. Polyperkon erkänner Eumenes som kunglig general i Mindre Asien.
- Alexander den stores änka Roxana går ihop med Alexanders mor Olympias i Epiros.

## Födda
- Antigonos II Gonatas, makedonisk kung 277–274 och från 272 till sin död 239 f.Kr. (född omkring detta år)
- Pyrrhus, kung av Epiros (född detta eller nästföljande år; död 272 f.Kr.)

## Avlidna
- Antipater, makedonisk general och regent (född 397 f.Kr.)